# Chip Foose
Chip Foose, född 13 oktober 1963 i Santa Barbara, är en amerikansk Hot Rod-butiksinnehavare, fordonsdesigner och -tillverkare samt tidigare stjärna i TV-serien Overhaulin' på TLC. Han heter egentligen Sam Douglas Foose men har kallats för Chip i hela sitt liv på grund av att hans mor tyckte att han såg ut som en "chipmunk" (från tv-serien om de tecknade ekorrarna). Det var till och med så att hans lärare kallade honom för Chip. Källan om hans namn kommer ifrån Bilsport Classics intervju med Chip Foose nr.5 maj-upplagan 2012.
Foose började arbeta med bilar vid sju års ålder för sin fars företag Project Design, i Santa Barbara, Kalifornien. Uppmuntrad av Ford och Preston Tucker designern Alex Tremulis började Foose  år 1982 studera på Art Center College of Design, men hoppade av efter två år på grund av ekonomiska svårigheter. Efter att ha arbetat i fyra år på ASHA Corp, återvände Foose till Art Center för att slutföra sin utbildning. Efter examen 1990 arbetade Foose heltid för Sterenberger Design och deltid för Boyd Coddington. År 1993 slutade Foose hos Sterenberger för att arbeta för J Mays på Ford, men Coddington lyckades övertala Foose att arbeta för honom istället. Efter att börjat arbeta för Coddington heltid, blev Foose småningom styrelseordförande i Coddingtons företag Hot Rods of Boyd. Medan han arbetade för Coddington, designade Foose många av Coddingtons välkända skapelser såsom Boydster I och II. 
1998 när Hot Rods of Boyd stod inför konkurs, lämnade Foose sin befattning och med sin hustru Lynne startade han sitt eget bil- och produktdesignföretag som heter Foose Design i Huntington Beach, Kalifornien. En av de största orsakerna till en bitter relation mellan Boyd och Chip påstås vara att Chip behållit många av de talangfulla byggarna från Boyd Coddington.

## TV-program
Foose fick mer exponering år 2003 som ett resultat av en TLC dokumentär om hans design och skapande av en modifierad 2002 Ford Thunderbird kallas Speedbird. År 2004 började TLC programmet Overhaulin med Foose som stjärnan i showen.